# Grande Prêmio do Reino Unido de 2019 (MotoGP)
O Grande Prêmio da MotoGP do Reino Unido de 2019 ocorreu em 25 de agosto.

## Resultados

### Classificação MotoGP
| Pos | Piloto            | Equipe                       | Moto    | Tempo     | Pontos |
| --- | ----------------- | ---------------------------- | ------- | --------- | ------ |
| 1   | Alex Rins         | Team SUZUKI ECSTAR           | Suzuki  | 40'12.799 | 25     |
| 2   | Marc Marquez      | Repsol Honda Team            | Honda   | +0.013    | 20     |
| 3   | Maverick Viñales  | Monster Energy Yamaha MotoGP | Yamaha  | +0.620    | 16     |
| 4   | Valentino Rossi   | Monster Energy Yamaha MotoGP | Yamaha  | +11.439   | 13     |
| 5   | Franco Morbidelli | Petronas Yamaha SRT          | Yamaha  | +13.109   | 11     |
| 6   | Cal Crutchlow     | LCR Honda CASTROL            | Honda   | +19.169   | 10     |
| 7   | Danilo Petrucci   | Ducati Team                  | Ducati  | +19.682   | 9      |
| 8   | Jack Miller       | Pramac Racing                | Ducati  | +20.318   | 8      |
| 9   | Pol Espargaro     | Red Bull KTM Factory Racing  | KTM     | +21.079   | 7      |
| 10  | Andrea Iannone    | Aprilia Racing Team Gresini  | Aprilia | +25.144   | 6      |
| 11  | Francesco Bagnaia | Pramac Racing                | Ducati  | +40.317   | 5      |
| 12  | Sylvain Guintoli  | Team SUZUKI ECSTAR           | Suzuki  | +45.478   | 4      |
| 13  | Hafizh Syahrin    | Red Bull KTM Tech 3          | KTM     | +54.783   | 3      |
| 14  | Jorge Lorenzo     | Repsol Honda Team            | Honda   | +56.651   | 2      |
| 15  | Karel Abraham     | Reale Avintia Racing         | Ducati  | +1'29.282 | 1      |
| 16  | Tito Rabat        | Reale Avintia Racing         | Ducati  | +1'31.716 | 0      |
| 17  | Takaaki Nakagami  | LCR Honda IDEMITSU           | Honda   | +1'40.420 | 0      |

### Classificação Moto2
| Pos | Piloto                | Equipe                      | Moto      | Tempo     | Pontos |
| --- | --------------------- | --------------------------- | --------- | --------- | ------ |
| 1   | Augusto Fernandez     | FLEXBOX HP 40               | Kalex     | 37'41.833 | 25     |
| 2   | Jorge Navarro         | Campetella Speed Up         | Speed Up  | +0.489    | 20     |
| 3   | Brad Binder           | Red Bull KTM Ajo            | KTM       | +0.571    | 16     |
| 4   | Remy Gardner          | ONEXOX TKKR SAG Team        | Kalex     | +0.738    | 13     |
| 5   | Tetsuta Nagashima     | ONEXOX TKKR SAG Team        | Kalex     | +3.276    | 11     |
| 6   | Fabio Di Giannantonio | Campetella Speed Up         | Speed Up  | +9.065    | 10     |
| 7   | Lorenzo Baldassarri   | FLEXBOX HP 40               | Kalex     | +9.108    | 9      |
| 8   | Thomas Luthi          | Dynavolt Intact GP          | Kalex     | +9.355    | 8      |
| 9   | Luca Marini           | SKY Racing Team VR46        | Kalex     | +13.119   | 7      |
| 10  | Xavi Vierge           | EG 0,0 Marc VDS             | Kalex     | +13.753   | 6      |
| 11  | Iker Lecuona          | American Racing KTM         | KTM       | +16.326   | 5      |
| 12  | Jorge Martin          | Red Bull KTM Ajo            | KTM       | +16.382   | 4      |
| 13  | Mattia Pasini         | Tasca Racing Scuderia Moto2 | Kalex     | +16.829   | 3      |
| 14  | Marcel Schrotter      | Dynavolt Intact GP          | Kalex     | +17.843   | 2      |
| 15  | Andrea Locatelli      | Italtrans Racing Team       | Kalex     | +19.836   | 1      |
| 16  | Somkiat Chantra       | IDEMITSU Honda Team Asia    | Kalex     | +20.920   | 0      |
| 17  | Stefano Manzi         | MV Agusta Temporary Forward | MV Agusta | +21.159   | 0      |
| 18  | Dominique Aegerter    | MV Agusta Temporary Forward | MV Agusta | +22.746   | 0      |
| 19  | Marco Bezzecchi       | Red Bull KTM Tech 3         | KTM       | +23.366   | 0      |
| 20  | Nicolo Bulega         | SKY Racing Team VR46        | Kalex     | +23.707   | 0      |
| 21  | Bo Bendsneyder        | NTS RW Racing GP            | NTS       | +23.906   | 0      |
| 22  | Joe Roberts           | American Racing KTM         | KTM       | +28.918   | 0      |
| 23  | Jake Dixon            | Sama Qatar Angel Nieto Team | KTM       | +31.491   | 0      |
| 24  | Philipp Oettl         | Red Bull KTM Tech 3         | KTM       | +40.541   | 0      |
| 25  | Steven Odendaal       | NTS RW Racing GP            | NTS       | +47.477   | 0      |
| 26  | Lukas Tulovic         | Kiefer Racing               | KTM       | +53.613   | 0      |
| 27  | Xavi Cardelus         | Sama Qatar Angel Nieto Team | KTM       | +57.669   | 0      |
| 28  | Teppei Nagoe          | IDEMITSU Honda Team Asia    | Kalex     | +59.780   | 0      |

### Classificação Moto3
| Pos | Piloto              | Equipe                      | Moto  | Tempo     | Pontos |
| --- | ------------------- | --------------------------- | ----- | --------- | ------ |
| 1   | Marcos Ramirez      | Leopard Racing              | Honda | 37'50.443 | 25     |
| 2   | Tony Arbolino       | VNE Snipers                 | Honda | +0.240    | 20     |
| 3   | Lorenzo Dalla Porta | Leopard Racing              | Honda | +0.374    | 16     |
| 4   | Niccolò Antonelli   | SIC58 Squadra Corse         | Honda | +0.425    | 13     |
| 5   | Tatsuki Suzuki      | SIC58 Squadra Corse         | Honda | +0.495    | 11     |
| 6   | Ayumu Sasaki        | Petronas Sprinta Racing     | Honda | +0.816    | 10     |
| 7   | John Mcphee         | Petronas Sprinta Racing     | Honda | +1.045    | 9      |
| 8   | Dennis Foggia       | SKY Racing Team VR46        | KTM   | +1.210    | 8      |
| 9   | Celestino Vietti    | SKY Racing Team VR46        | KTM   | +1.235    | 7      |
| 10  | Ai Ogura            | Honda Team Asia             | Honda | +1.300    | 6      |
| 11  | Jaume Masia         | Bester Capital Dubai        | KTM   | +1.921    | 5      |
| 12  | Darryn Binder       | CIP Green Power             | KTM   | +7.341    | 4      |
| 13  | Aron Canet          | Sterilgarda Max Racing Team | KTM   | +12.318   | 3      |
| 14  | Jeremy Alcoba       | Kömmerling Gresini Moto3    | Honda | +12.620   | 2      |
| 15  | Alonso Lopez        | Estrella Galicia 0,0        | Honda | +12.861   | 1      |
| 16  | Jakub Kornfeil      | Redox PruestelGP            | KTM   | +13.034   | 0      |
| 17  | Andrea Migno        | Bester Capital Dubai        | KTM   | +13.114   | 0      |
| 18  | Raul Fernandez      | Sama Qatar Angel Nieto Team | KTM   | +13.531   | 0      |
| 19  | Sergio García       | Estrella Galicia 0,0        | Honda | +13.752   | 0      |
| 20  | Kaito Toba          | Honda Team Asia             | Honda | +13.934   | 0      |
| 21  | Filip Salac         | Redox PruestelGP            | KTM   | +14.028   | 0      |
| 22  | Stefano Nepa        | Reale Avintia Arizona 77    | KTM   | +14.086   | 0      |
| 23  | Makar Yurchenko     | BOE Skull Rider Mugen Race  | KTM   | +14.362   | 0      |
| 24  | Can Oncu            | Red Bull KTM Ajo            | KTM   | +27.836   | 0      |
| 25  | Tom Booth-amos      | CIP Green Power             | KTM   | +30.556   | 0      |
| 26  | Kazuki Masaki       | BOE Skull Rider Mugen Race  | KTM   | +30.706   | 0      |
| 27  | Riccardo Rossi      | Kömmerling Gresini Moto3    | Honda | +30.746   | 0      |
| 28  | Maximilian Kofler   | Sama Qatar Angel Nieto Team | KTM   | +53.880   | 0      |
| 29  | Brandon Paasch      | FPW Racing                  | KTM   | +1'03.928 | 0      |